# Кипарисне

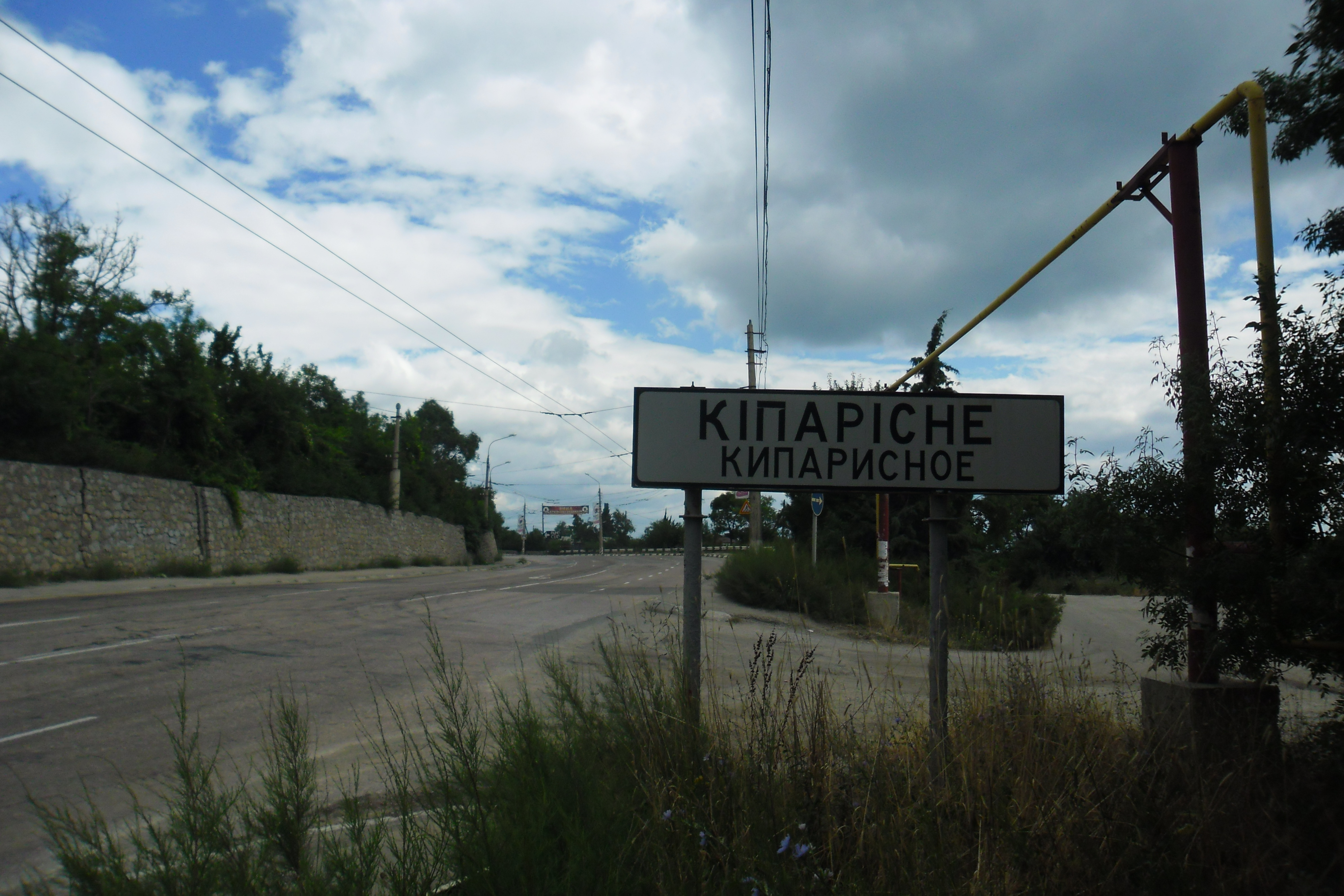
На в'їзді в Кипарисне

Кипари́сне (до 1945 року — Кучюкко́й, крим. Küçükköy) — село в Україні, у складі Ялтинського району Автономної Республіки Крим.

## Населення
За даними перепису населення 2001 року, у селі мешкало 365 осіб. Мовний склад населення села був таким:
| Мова              | Число ос. | Відсоток |
| ----------------- | --------- | -------- |
| українська        | 27        | 7,40     |
| російська         | 328       | 89,86    |
| кримськотатарська | 10        | 2,74     |